# Мицьківський заказник
Ми́цьківський заказник — гідрологічний заказник місцевого значення в Україні. Розташований у межах Звягельського району Житомирської області, на схід від смт Городниця. 
Площа 39,4 га. Статус присвоєно згідно з рішенням 16 сесії обласної ради п'ятого скликання від 15.08.2008 року № 642. Перебуває у віданні ДП «Новоград-Волинське ДЛМГ» (Курчицьке лісництво, кв. 15, вид. 11—13; кв. 16, вид. 2, 3, 5, 6—8). 
Статус присвоєно для збереження природного комплексу ділянки долини річки Мицьківка з дуже обводненим березово-вільховим та дубово–грабовим лісом.